# Ars-en-Ré
Ars-en-Ré là một xã trong tỉnh Charente-Maritime Charente-Maritime trong vùng Nouvelle-Aquitaine, tây nam nước Pháp. Xã Ars-en-Ré nằm ở khu vực có độ cao trung bình 6 mét trên mực nước biển.
Đây là một trong 10 xã ở Île de Ré ở tây bắc của đảo.

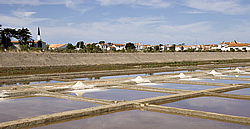
Salterns tại Ars en Ré